# 732

## Evenimente
- 10 octombrie: Bătălia de la Tours (Poitiers). Victorie a armatei franceze conduse de Charles Martel asupra invadatorilor musulmani din Spania.
- Bătălia de pe râul Garonne. Orașul Bordeaux este atacat de către trupele lui Abd er-Rahman, care iese învingător în lupta cu ducele Odo al Aquitaniei.

## Nașteri
- Alcuin, poet, educator și cleric anglo-saxon (d. 804)

## Decese
- 10 octombrie: Abdul Rahman Al Ghafiqi, guvernatorul provinciei Al-Andalus și conducătorul armatei musulmane în bătălia de la Tours (n. ?)
- Romuald al II-lea de Benevento, duce longobard de Benevento (706-732), (n. ?)